# 棧橋通五丁目停留場
棧橋通五丁目停留場（日语：／ Sambashidori Go-chōme teiryūjō */?），是位於高知縣高知市棧橋通五丁目，屬於土佐電交通棧橋線的電車站（終點站）。

## 歷史
本站在1905年（明治38年）啟用，為棧橋線（當時的路線名為潮江線）的延伸車站。當時本站的站名為棧橋停留場（日语：／）。在本站還未啟用前，棧橋停留場是在鄰站棧橋車庫前停留場的前稱。而本站1938年（昭和13年）改名為棧橋通五丁目。
過去伊野線伊野停留場至本站之間設有貨運列車行走，將舊伊野町（現伊野町）生產的土佐和紙等製品運送至此站，但在昭和20年（1945年）便廢止。
- 1905年（明治38年）4月7日 - （舊）棧橋停留場至此電車站之間開通，土佐電氣鐵道棧橋停留場[1]。
- 1908年（明治41年）12月8日 - 設置折返專用的展線[1]。
- 1938年（昭和13年）2月1日 - 電車站改名為棧橋通五丁目停留場[1]。
- 1947年（昭和22年） - 展線撤走獲得許可（日期為2月13日[2]，另一文獻指出是3月19日[1]）。
- 2009年（平成21年）3月23日 - 於2月開始動工的電車站改善工程完成。
- 2014年（平成26年）10月1日 - 土佐電氣鐵道、高知縣交通（日语：高知県交通）和土佐電Dream Service（日语：土佐電ドリームサービス）合併，土佐電交通成立[5]。成為土佐電交通的電車站。

## 電車站構造

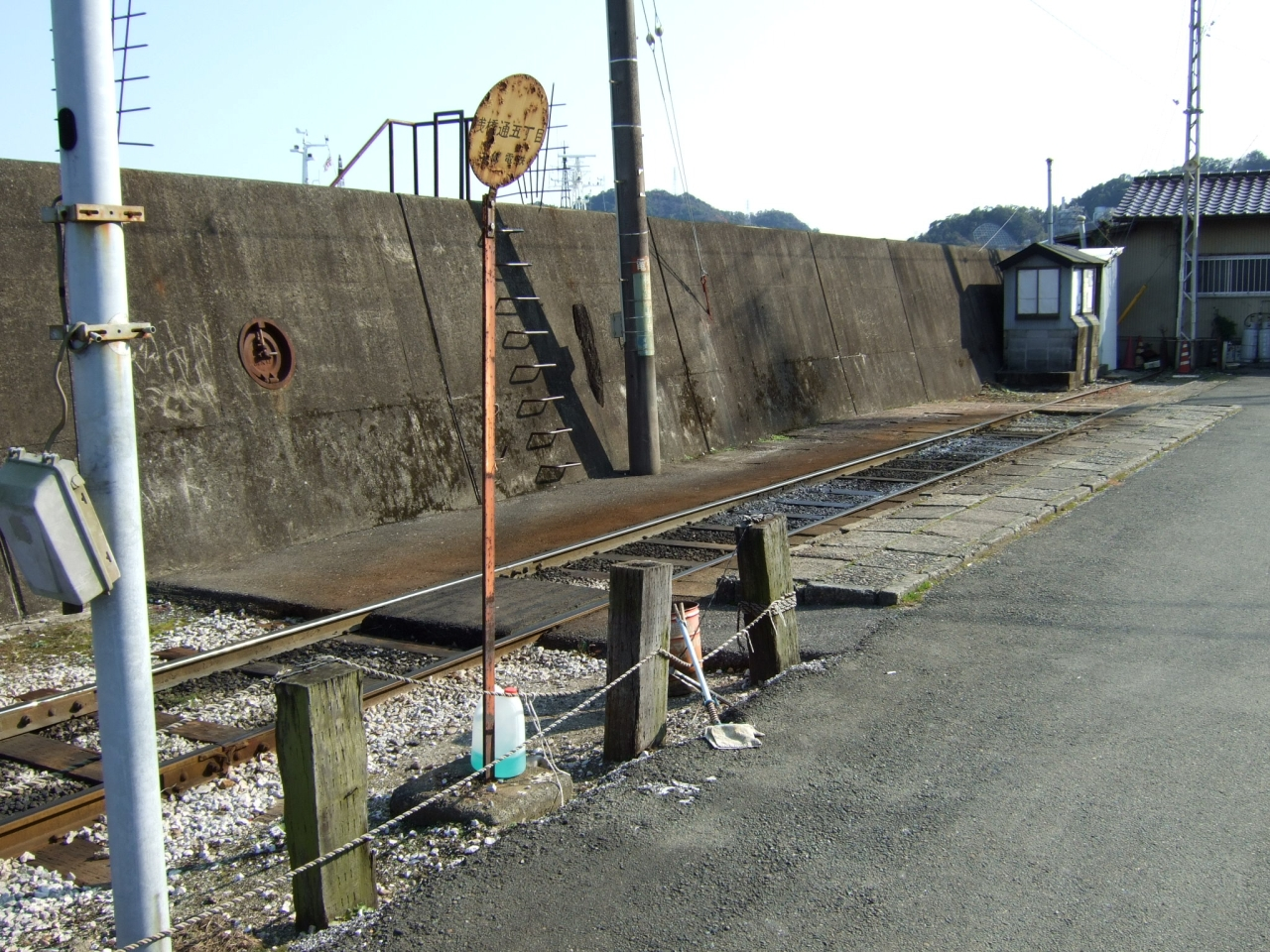
改善工程前的電車站（2007年）

本站設有2面1線的港灣式月台，站內的唯一路軌連接上下行路軌。路軌東邊為下車月台，西邊為乘車月台。下車月台比較短，因此乘客不可在車輛中門和後門下車。在路軌盡頭處設有乘務員專用的廁所。
本站曾設有放置機件的小屋和廁所，並設置附在電柱上的站名牌。下車處位於靠近高知站一方，於路軌單線前的位置。本站的設備改善工程在2009年2月開始動工，當時在月台上增設導盲磚並加設上蓋，路軌盡頭加設止衝擋，於同年3月23日完成工程。在工程期間，於雙線鐵路部分設置臨時乘車月台。
本站在1947年前設有展線，該線連接本站至岸壁通停留場，並作為貨物列車折返之用。

## 電車站周邊
電車站東邊為高知港堤防。在海上設有棧橋和停留了許多船隻，由於堤防較高，因此電車上與電車站上不可望到海。電車站周邊設有與高知港相關的建築物。
- 高知港灣合同廳舍（高知運輸支局、海上保安廳高知海上保安部）
- 高知縣道34号桂濱播磨屋線（日语：高知県道34号桂浜はりまや線）
- 高知縣道366號高知港線

## 相鄰電車站
土佐電交通
棧橋線
棧橋車庫前－棧橋通五丁目

## 注腳
1. 1 2 3 4 5 6 7 8  《土佐電鉄が走る街 今昔》101・156-158頁
2. 1 2 3 4 5  今尾惠介（監修）. . 11 中国四国. 新潮社. 2009: 61. ISBN 978-4-10-790029-6 （日语）.
3. ↑  . 高知新聞社. 1998: 94. ISBN 4-87503-268-4.
4. ↑  《土佐電鉄が走る街 今昔》50-51頁
5. ↑  上野宏人. . 毎日新聞 (毎日新聞社). 2014-10-02 （日语）.
6. 1 2 3  川島令三. . 【図説】 日本の鉄道. 第2巻 四国西部エリア. 講談社. 2013: 38・95頁. ISBN 978-4-06-295161-6 （日语）.
7. ↑  . RMMスタッフ徒然ブログ. 鉄道ホビダス. 2008-08-29  [2017-05-25]. （原始内容存档于2015-09-01） （日语）.
8. 1 2 3  川島令三.  四国篇. 草思社. 2007: 284–287. ISBN 978-4-7942-1615-1 （日语）.
9. ↑  《土佐電鉄が走る街 今昔》59頁